# SV 1919 Gonsenheim
Maillots
Le SV 1919 Gonsenheim est un club allemand de football localisé dans le district de Gonsenheim à Mayence, en Rhénanie-Palatinat.

## Histoire
Le club fut fondé en 1919 sous l’appellation FK Viktoria Gonsenheim. La même année, le club engloba le FC Germania 1915 Gonsenheim et forma le SV Gonsenheim.
Anonyme jusqu’en 1935, le club accéda alors à la Gauliga Sud-Ouest-Main-Hesse mais en fut relégué après une saison.
Après la fin de deuxième conflit mondial, le cercle fut dissous par les Alliés, comme tous les clubs et associations allemands (voir article: Directive n°23). Le club fut reconstitué la même année sous l’appellation Sportgruppe (SG) Gonsenheim. En 1949, le club reprit son appellation de SV 1919 Gonsenheim.
En 1947, le club fut un des fondateurs de l’Oberliga Sud-Ouest, Groupe Nord. Il y joua les deux premières saisons puis fut relégué. Lors du second exercice, le cercle Bleu et Blanc ne marque que 6 points sur 48 et termina avec une différence de buts générale de 19-106.
Par la suite, le SV Gonsenheim recula dans la hiérarchie régionale.